# Warangal (dystrykt)

Dystrykt Warangal w stanie Telangana

Warangal – jeden z dziesięciu dystryktów indyjskiego stanu Telangana, o powierzchni 19 100 km². Populacja tego dystryktu wynosi 3 639 304 osób (2004), stolicą jest Warangal.
Do 2 czerwca 2014 r. dystrykt wchodził w skład stanu Andhra Pradesh.

## Położenie
Położony jest w środkowej części tego stanu. Na zachodzie graniczy z dystryktem Medak, od północy z Karimnagar, od wschodu z Khammam, a na południu z dystryktem Nalgonda.